# Jessica Fletcher
Jessica Fletcher (* 6. Mai 1992 in Leeds) ist eine englische Badmintonspielerin. 

## Karriere
Jessica Fletcher gewann bei der Badminton-Junioreneuropameisterschaft 2009 Bronze im Damendoppel mit Sarah Milne, wofür sich beide mit dem Titelgewinn bei den nationalen Meisterschaften qualifiziert hatten. Im gleichen Jahr wurden sie auch Dritte bei den Welsh International 2009. Bei den Türkiye Open Antalya 2011 wurde Lewczynska Zweite im Mixed, bei den Bulgarian International 2012 Dritte. 2013 startete sie in der Qualifikation zu den All England. Bei den nationalen Titelkämpfen wurde sie 2012 und 2013 Dritte.